# Máximo Paz (Buenos Aires)
Maximo Paz é uma localidade do partido de Cañuelas, da Província de Buenos Aires, na Argentina.